# Larry Warford
Larry Warford III (San Diego, 18 giugno 1991) è un giocatore di football americano statunitense che gioca nel ruolo di offensive guard per i New Orleans Saints della National Football League (NFL). Fu scelto nel corso del terzo giro (65º assoluto) del Draft NFL 2013 dai Detroit Lions. Al college ha giocato a football all’Università del Kentucky.

## Carriera professionistica

### Detroit Lions
Warford fu scelto nel corso del terzo giro del Draft 2013 dai Detroit Lions. Debuttò come professionista partendo come titolare nella vittoria della 1 contro i Minnesota Vikings. Nella sua prima stagione disputò tutte le 16 partite come titolare, venendo premiato come miglior rookie dei Lions. Nella successiva disputò 13 gare, tutte come partente.

### New Orleans Saints
Il 9 marzo 2017, Warford, divenuto free agent, firmò con i New Orleans Saints, venendo convocato per tre Pro Bowl consecutivi con la nuova squadra.
Nella stagione 2020 decise di non scendere in campo a causa della pandemia di COVID-19.

## Palmarès
- Convocazioni al Pro Bowl: 3

2017, 2018, 2019
- PFWA All-Rookie Team - 2013